# 말키 매케이
말콤 조지 "말키" 매케이(영어: Malcolm George "Malky" Mackay, 1972년 2월 19일 ~ )는 스코틀랜드의 전 프로 축구 선수이자, 현 축구 감독이다. 현재 위건 감독을 맡고 있다.